# 泊奈珠单抗
泊奈珠单抗（INN：Ponezumab）是一种人源化单克隆抗体，设计用于治疗阿尔茨海默病。泊奈珠单抗由辉瑞公司开发。2011年11月，辉瑞在完成2期试验后停止了泊奈珠单抗的开发。